# Hieronymus Noldin
Hieronymus Noldin SJ (* 30 de janeiro de 1838 em Salurn; † 7 de novembro de 1922 em Viena ) foi um teólogo moral católico romano austríaco.

## Vida
Noldin estudou no seminário de Trento e na Universidade de Innsbruck, onde obteve seu doutorado em teologia em 1863. Já em 1861 foi ordenado sacerdote, de 1863 a 1865 trabalhou como cooperador em Villanders e Salurn. Em 1865 ingressou na ordem dos jesuítas. De 1867 a 1874 foi professor de filosofia no Colégio Jesuíta em Preßburg antes de ser nomeado regente do seminário teológico de Innsbruck em 1875. Ele se habilitou na faculdade de teologia para propedêutica filosófica e tornou-se professor titular desta disciplina em 1886. Após a morte de Edmund Jung em 1890, ele o sucedeu na cadeira de teologia moral. Depois de se aposentar em 1909, foi nomeado reitor do Linz Jesuit College em Freinberg e fundou o Collegium Aloisianum lá em 1912. Ele passou os últimos anos de sua vida em Lainz (Viena), onde morreu em 1922 como resultado de pleurisia.
Noldin foi o autor da obra de três volumes Summa Theologiae Moralis. Foi publicado um suplemento separado que tratava integralmente do sexto mandamento (Não serás impuro) e dos costumes conjugais ( De sexto praecepto et de usu matrimonii ). Com mais de 80.000 exemplares impressos, esta obra foi o manual católico sobre sexualidade mais distribuído no mundo na época, influenciando gerações de padres. A obra de Noldin há muito serve como referência para o ensino moral católico na área da sexualidade. Noldin foi editor do Journal of Catholic Theology por muitos anos.

## Escritos
- Die Andacht zum heiligsten Herzen Jesu. 1883
- De sacramentis. 1893
- Summa theologiae moralis. De principiis. 1894
- De praeceptis. 1894
- De sexto praecepto. 1894
- Quaestiones morales de matrimonio. 1895
- De poenis ecclesiasticis. 1898
- Decretum de sponsalibus et matrimonio. 1908
- De iure matrimonii iuxta Codicem Iuris Canonici. 1919

## Literatura
- Albert Schmitt: Hieronymus Noldin S. J. †. In: Zeitschrift für katholische Theologie, Band 47, Nr. 1 (1923), S. 1–4 (JSTOR 24184516)
- A. Pinsker: Noldin, P. Hieronymus. In: Österreichisches Biographisches Lexikon 1815–1950 (ÖBL). Volume 7, Academia Austríaca de Ciências, Viena 1978, ISBN 3-7001-0187-2, S. 145.